# Gerald Mäsch
Gerald Mäsch (* 30. April 1964) ist ein deutscher Rechtswissenschaftler. Er ist seit 2004 Inhaber des Lehrstuhls für Bürgerliches Recht, Internationales Privatrecht, Rechtsvergleichung, Zivilprozessrecht und Europäisches Wirtschaftsrecht an der Westfälischen Wilhelms-Universität in Münster.

## Leben
Mäsch wurde 1964 geboren. Er studierte von 1984 bis 1990 Rechtswissenschaften in Passau und Genf. 1992 promovierte er in Passau mit der Dissertationsschrift Rechtswahlfreiheit und Verbraucherschutz. Von 1994 bis 1997 war er wissenschaftlicher Assistent in München und ließ sich anschließend als Rechtsanwalt nieder. 2003 habilitierte er sich mit zum Thema Chance und Schaden in München, venia legendi für Bürgerliches Recht, internationales Privatrecht, Rechtsvergleichung, Zivilprozessrecht und Europäisches Wirtschaftsrecht und erhielt im selben Jahr mit dem examen d’aptitude die Zulassung zur französischen Anwaltschaft. Vor seinem Ruf nach Münster nahm er Lehrstuhlvertretungen in München und Heidelberg wahr.

## Veröffentlichungen
- Rechtswahlfreiheit und Verbraucherschutz. (1992 Dissertation). Duncker und Humblot, Berlin 1993, ISBN 3-428-07675-3.
- Übungen in internationalem Privatrecht und Rechtsvergleichung. (mit Dagmar Coester-Waltjen). de Gruyter, Berlin 1996, ISBN 3-11-014734-3.
- Chance und Schaden. (2004, Habilitation). Mohr Siebeck, Tübingen 2004, ISBN 3-16-148364-2.